# Casa Vicent (la Vall de Boí)
La Casa Vicent és una obra de la Vall de Boí (Alta Ribagorça) inclosa a l'Inventari del Patrimoni Arquitectònic de Catalunya.

## Descripció
Unitat tipològica formada de casa, paller, era (al davant de la casa) o hort. Denoten la manca d'estable. La casa presenta tres pisos amb doble balconada de fusta i no escala adossada per on s'accedia al pis principal de la casa. Cal ressaltar la presència de llucanes i porta adovellada, finestres adovellades i elements de forja.

## Història
Aquesta casa aïllada per la mateixa era enllosada constitueix per elements com la porta, l'escala, les finestres, la balconada un exemple més ric i característic de tot el conjunt.